# Загородний, Михаил Андреевич
Михаи́л Андре́евич Загоро́дний (1881—1931) — русский и украинский военный деятель, офицер Русской императорской армии. Во время гражданской войны служил в рядах украинской армии, Вооружённых сил Юга России и РККА.

## Биография
Из крестьян Херсонской губернии. Родился в Херсоне. Православного вероисповедания.

### До Первой мировой войны
В 1899 году, выдержав испытания по наукам, вступил в военную службу в Одессе, в 59-й пехотный Люблинский полк вольноопределяющимся рядового звания. В следующем году был произведен в младшие унтер-офицеры и командирован на учёбу в Одесское пехотное юнкерское училище. В 1902 году, по окончании курса наук в училище, был произведен в подпрапорщики, возвратился в свой полк и 5 сентября 1902 года произведен в подпоручики со старшинством в чине с 1 сентября 1902 года.
В 1904—1905 годах участвовал в Русско-японской войне в составе своего полка, переброшенного из Одессы в Маньчжурию, на театр военных действий. За боевые отличия был награждён тремя орденами.
10 ноября 1905 года переведен в пулемётную роту 15-й пехотной дивизии; 12 июня 1906 года — переведен обратно в 59-й пехотный Люблинский полк. За выслугу лет в октябре 1906 года произведен в поручики, затем, в октябре 1910 года, — в штабс-капитаны.
В 1913 году, выдержав предварительный и вступительный экзамены, штабс-капитан Загородний был зачислен слушателем в младший класс Николаевской академии Генерального штаба. В 1914 году переведен в старший класс Академии, однако учёбу прервала война.

### Первая мировая война
Участник Первой мировой войны. В июле 1914 года, в связи началом войны и прекращением учебного процесса в Академии, был отправлен в свою часть, в 59-й пехотный Люблинский полк, в составе которого принимал участие в боевых действиях. Командовал ротой, батальоном. В феврале 1915 года, за отличия в делах против неприятеля, произведен в капитаны.
В мае 1916 года капитана Загородного перевели в 328-й пехотный Новоузенский полк 82-й пехотной дивизии (8-я армия, Юго-Западный фронт). За отличия в боях награждён тремя орденами и Георгиевским оружием.
05.06.1916 был ранен в бою, — вначале оставался в строю, с 11.06.1916 эвакуирован в Одессу, в лазарет Красного Креста имени Бенкендорфа.
В конце октября 1916 года, в связи с возобновлением учебного процесса в Академии, капитан Загородний был командирован в Академию на завершение учёбы. С 01.11.1916 обучался на 2,5-месячных подготовительных курсах первой очереди военного времени, затем, с 1 февраля по 1 сентября 1917 года, — в старшем классе первой очереди военного времени. В конце июня 1917 года он был причислен к Генеральному Штабу.
В сентябре 1917 года, по завершении учёбы, произведен в подполковники и переведен в Генеральный Штаб с назначением исправляющим должность старшего адъютанта штаба 71-й пехотной дивизии. Позже был назначен и. д. старшего адъютанта оперативного отдела штаба 6-й армии.

### Гражданская война
С января 1918 года по июль 1919 года Загородний служил в украинской армии (с января по апрель 1918 и с декабря 1918 по март 1919 — в армии УНР; с апреля по ноябрь 1918 — в армии Украинской державы; с марта 1919 по июль 1919 — в украинской Красной армии, составной части российской Красной армии).
С 1 января 1918 года подполковник Загородний был начальником оперативного отдела штаба Одесского военного округа (украинизированного, в подчинении УНР), а после провозглашения Украинской державы, с 16 апреля 1918 года стал начальником отдела формирования 3-го Херсонского (Одесского) армейского корпуса вооружённых сил Украинской державы. 21 ноября 1918 года был переаттестован из подполковника на войскового старшину украинской армии и занимал пост старшего адъютанта 2-го Подольского армейского корпуса.
После свержения режима гетмана Скоропадского продолжил службу в армии восстановленной Украинской народной республики под управлением Директории УНР. В январе 1919 года был начальником инспекторского отдела Главного штаба УНР.
В феврале-марте 1919 года армия УНР потерпела тяжелое поражение, понесла значительные потери, отошла на северо-запад Украины и контролировала только небольшую часть Волынской губернии. В этот период Загородний оставил службу в армии УНР и перешёл на сторону Правительства УССР. Был зачислен в состав Украинской советской армии и включён в дополнительный список Генштаба РККА, составленный Наркомвоеном Украины. На 15 июля 1919 года — состоял в резерве РККА.
В июле 1919 года, находясь в Одессе, захваченной белогвардейскими войсками генерала Деникина, Загородний вступил в Вооружённые силы Юга России. Сформировал и возглавил сводный полк 15-й пехотной дивизии, принимал участие в боях против украинских формирований; произведен в полковники. В декабре 1919 года, в ходе спешного отступления деникинцев с Украины, Загородний, сопровождая беженцев, эвакуировался из Одессы в Болгарию, но вскоре вернулся обратно. В январе 1920 года пытался с остатками своего полка пробиться в Польшу, но неудачно, попал в плен к «красным».

### Служба в РККА
В феврале 1920 года Михаил Андреевич Загородний согласился служить в Красной армии РСФСР. До 20 августа 1920 года преподавал тактику на Одесских пехотных командных курсах. В январе-июле 1921 года был помощником начальника оперативного отдела штаба Западного сектора обороны Чёрного моря, затем преподавал в 13-й Одесской пехотной школе красных командиров, был начальником 94-х пехотных Одесских командных курсов. С 29 июня 1922 года — штатный преподаватель 2-й Одесской школы тяжёлой артиллерии.
В 1928 году уволен с армии.

### Репрессии и расстрел
После увольнения в отставку работал землемером (геодезистом) в отделе коммуникаций (в коммунальном отделе) Одессы.
29 октября 1930 года был арестован по делу контрреволюционной ячейки офицеров «Весна», 3 июня 1931 года приговорен к расстрелу. Приговор приведен в исполнение 27 июня (по другим данным — 30 июня) того же года.

### Награды
- Орден Святой Анны 4-й степени с надписью «За храбрость» (1905; утв. ВП от 11.05.1906, стр. 10)
- Орден Святого Станислава 3-й степени с мечами и бантом (1905; утв. ВП от 14.10.1906)
- Медаль «В память русско-японской войны» (1906)
- Орден Святой Анны 3-й степени с мечами и бантом (ВП от 13.05.1909), — …за боевые отличия
- Медаль «В память 300-летия царствования дома Романовых» (1913)
- Орден Святого Владимира 4-й степени с мечами и бантом (ВП от 06.03.1915)
- Орден Святого Станислава 2-й степени с мечами (утв. ВП от 02.05.1915, стр. 21)
- Орден Святой Анны 2-й степени с мечами (утв. ВП от 02.05.1915, стр. 17)
- Георгиевское оружие (ВП от 04.08.1916), — …за то, что, состоя в рядах 59-го пехотного Люблинского полка, в бою 21-го августа 1915 года, командуя батальоном, под сильным ружейным, пулеметным и артиллерийским огнем противника, примером личного мужества доведя свой батальон до удара в штыки, овладел укрепленной позицией противника, захватил д. Рудки и, преследуя противника, занял д.д. Демидовку, Лишня и Дубляны, захватив в плен 10 офицеров, 300 нижних чинов и 8 лошадей с пулеметными вьюками, чем способствовал остальным батальонам полка овладеть позицией противника по Демидовскому ручью.